# Psychoda penicillata
Psychoda penicillata är en tvåvingeart som beskrevs av Satchell 1950. Psychoda penicillata ingår i släktet Psychoda och familjen fjärilsmyggor. Inga underarter finns listade i Catalogue of Life.